# Осіння вулиця (Дніпро)
Осіння вулиця — вулиця-бульвар в Індустріальному районі Дніпра в місцевості Кучугури — піщаних дюн лівобережжя.
Бере початок від Каштанової вулиці; йде на північний схід до Дніпросталівської вулиці; повертає на північ; закінчується переходом у Батумську вулицю з поворотом на північний захід. Деяка частина бульвару посередині вулиці забудована.
Довжина вулиці — 1600 метрів.

## Перехрестя
- Каштанова вулиця
- вулиця Богдана Хмельницького
- Дніпросталівська вулиця
- вулиця Квітки Цісик
- Батумська вулиця

## Будівлі
- № 6 -  Індустріальний районний відділ Дніпровського міського управління УМВС України у Дніпропетровській області;
- № 8 — Індустріально-Самарський об'єднаний районний військовий комісаріат; Дніпропетровська місцева прокуратура № 1 (колишня Прокуратура Індустріального району)[1]
- № 13а Амбулаторія центру первинної медико-санітарної допомоги №4